# عبد السلام بنونة
عبد السلام بنونة (16 فبراير 1888 - 9 يناير 1935) كان أديبا وسياسيا مغريبا، يعتبر أحد رجالات الحركة الوطنية المغربية.

## مسيرته
ولد بتطوان يوم الخميس 16 فبراير 1888، وينحدر من عائلة مورسكية نزحت من الأندلس إلى تطوان. حفظ القرآن الكريم، ثم تلقى مبادئ العلم والفقه قي مساجد وزوايا مسقط رأسه، حيث تتلمذ على يد عدد من علماء المدينة.
سافر إلى الديار المقدسة سنة 1911، وأدى فريضة الحج، ثم زار مصر وبلدان الشام. برز نضاله في المنطقة الخليفية بُعيد توقيع معاهدة الحماية سنة 1912، إن بعلمه وثقافته نتيجة سفره إلى المشرق وتلاقحه الفكري مع أعلام بارزة حينذاك كشكيب أرسلان ومفتي فلسطين الشيخ أمين الحسيني، أو بسبقه إلى الوعي بدور الجانب الاقتصادي في مواجهة الاستعمار.
في ديمسبر 1916، أسّس «المجمع العلمي المغربي» بتعاون مع العلامة أحمد الرهوني، وقد أصدر هذا المجمع في يناير سنة 1917 مجلة باسم «مجلة الإصلاح»، أسندت رئاسة تحريرها لعبد السلام بنونة. وكان لاسم هذه المجلة ومعانيه «الإصلاح»، دور كبير في تسمية حزب الحركة الوطنية باسم حزب الإصلاح الوطني.
كان بنونة أول من أرسل أبناءه في بعثة طلابية إلى مدرسة النجاح بنابلس في فلسطين، في أواخر عشرينيات القرن العشرين، ومن ضمنهم المهدي بنونة مؤسس وكالة المغرب العربي للأنباء. كما كان الأول بين أقرانه إتقانا للغة الإسبانية، نطقا وكتابة.
شارك رفقة عبد الخالق الطريس في تأسيس صحيفة «الحرية»، وهي صحيفة ناطقة باللغة العربية.

## مناصبه
- عُيّن بنونة أمينا للمستفاد بتطوان سنة 1915. وفي ماي 1916، أسندت إليه وظيفة الحسبة. وظل يزاول هذه المهمة إلى غاية سنة 1918، حيث سيعين سنة 1922 وزيرا للمالية.

- عند إجراء الانتخابات البلدية سنة 1931، ترشح فيها وكان من بين المنتخبين. ونظرا لمكانته الكبيرة، فقد انتخبه أعضاء المجلس خليفة للرئيس.

- كان من مؤسسي المدرسة الأهلية سنة 1925، وساهم في تأسيس أول شركة مغربية لتوزيع الكهرباء في فاتح مارس سنة 1928، وترأس مجلسها الإداري. كما ساهم في إنشاء المطبعة المهدية في تطوان.

- سبق له أن كان عضوا مراسلا في الأكاديمية الملكية للتاريخ بمدريد، وهو يحمل وساما ذهبيا منها.[5]

## قيل عنه
يقول عنه المؤرخ محمد داود، في كتابه «على رأس الأربعين»:
«كان واسع المعلومات، فصيح اللسان، يكتب ويخطب ويحاضر، فيأتي في كل ذلك بما ينبئ عن عقله الكبير ودهائه العظيم. وكان مثالا للسياسي المحنك الذي يدور مع الأحوال ويشارك في كل ما يروج من الحوادث. وكان مقداما يحب التجديد في كثير من الأشياء»

## وفاته
توفي عبد السلام بنونة بمدينة رندة الإسبانية يوم 9 يناير 1935، ودفن بزاوية سيدي محمد بلفقيه في حومة الجنوي.